# Un vitrail et des oiseaux

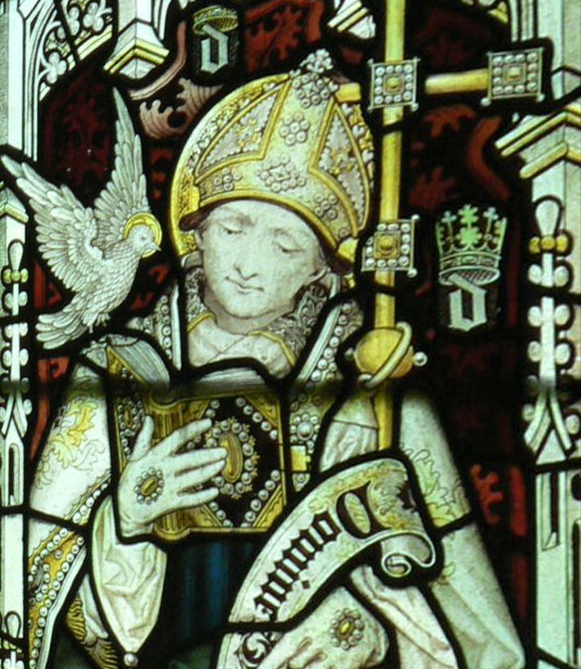
Jesus College Chapel, Oxford,St David

Un vitrail et des oiseaux est une œuvre pour piano et orchestre à vent et percussions d'Olivier Messiaen composée en 1986. C'est une commande de Pierre Boulez et l'Ensemble intercontemporain de 1984.

## Création
La pièce a été créée le 26 novembre 1988 au Théâtre des Champs-Élysées à Paris par l'Ensemble intercontemporain, direction : Pierre Boulez avec Yvonne Loriod au piano.

## Effectif instrumental
- piano
- 3 flûtes, flûte alto, 3 hautbois, cor anglais, 3 clarinettes, clarinette en mi b, clarinette basse, 3 bassons, trompette, 5 percussions, marimba, xylophone, xylorimba.

## Durée
Environ 10 min.

## Parties
L'œuvre est divisée en 6 parties :
- Introduction

Introduction par les trois xylophones. Thème de trompette et cloches (première période), avec des harmonies-couleurs. Pinson, puis fauvette à tête noire aux bois avec un accord-couleur à chaque note.
- Première cadenza

Première cadenza par piano, flûte et clarinette, jouant chacun et chacune dans un tempo différent. Thème de trompette et cloches (deuxième période). Nouveau pinson, nouvelle fauvette à tête noire.
- Deuxième cadenza

Deuxième cadenza par piano, deux flûtes et deux clarinettes jouant chacun et chacune dans un tempo différent. Cette deuxième cadenza est plus longue que la première. Thème de trompette et cloches (troisième période). Nouveau pinson, nouvelle fauvette à tête noire.
- Troisième cadenza

Troisième cadenza par piano, trois flûtes et trois clarinettes, jouant chacun et chacune dans un tempo différent. Le piano fait une fauvette des jardins. Les trois flûtes font un merle noir, une fauvette à tête noire, une fauvette des jardins. Les trois clarinettes font une fauvette des jardins, une fauvette passerinette, un rouge-gorge. Cette troisième cadenza est beaucoup plus longue que les deux autres.
- Coda

Coda par les trois xylophones.
- Choral

Choral terminal sur les trois périodes du thème de trompette et cloches, plus une période pour conclure.

## Discographie
Disque Montaigne par les créateurs de l'œuvre (+ Couleurs de la Cité céleste, Sept Haïkaï, Oiseaux exotiques), mai 2000.